# Liste des seigneurs de Clermont-en-Viennois
 (juin 2025).

Grandes armes de la maison de Clermont-Tonnerre.

Cet article recense les seigneurs de Clermont-en-Viennois qui portèrent successivement le titre de seigneur, de comte et de duc.

## Liste des seigneurs de Clermont-en-Viennois
- Sibaud Ier de Clermont
- Sibaud II de Clermont
- Guillaume I de Clermont
- Guillaume II de Clermont
- Sibaud IV de Clermont
- Ainard de Clermont
- Geoffroy I de Clermont

### Comtes de Clermont-en-Viennois
- Ainard II de Clermont, comte de Clermont
- Geoffroy II de Clermont
- Aynard III de Clermont (1350 - 1426)
- Antoine Ier de Clermont (1423-?), baron de Clermont-en-Viennois
- Bernardin de Clermont (1440-1522), vicomte de Tallart
- Antoine III de Clermont (1498-1578)
- Henri de Clermont (1540-1573), vicomte de Tallard, duc de Clermont, puis duc de Tonnerre (1571 et 1572 - création) et pair de France.
- Charles-Henri de Clermont-Tonnerre
- Roger (1600-1676), marquis de Cruzy, Lieutenant-général des armées du roi en Bourgogne et bailli d'Auxerre
- Charles-Henri III (-1689)

### Ducs de Clermont-Tonnerre
1. Gaspard de Clermont-Tonnerre (1688-1781), marquis de Cruzy et de Vauvillers (dit de Clermont-Tonnerre), puis 1er duc de Clermont-Tonnerre (1775 - nouvelle création) et pair de France, maréchal de France (descendant et héritier d'Henri de Clermont)
2. Jules Charles Henri de Clermont-Tonnerre (1720-1794), fils du précédent, 2e duc de Clermont-Tonnerre et pair de France.
3. Aynard de Clermont-Tonnerre (1769-1837), petit-fils du précédent, 3e duc de Clermont-Tonnerre et pair de France.
4. Gaspard Paulin de Clermont-Tonnerre (1753-1842), oncle du précédent, 4e duc de Clermont-Tonnerre et pair de France, prince romain de Clermont-Tonnerre.
5. Aimé Marie Gaspard de Clermont-Tonnerre (1779-1865), fils du précédent, 5e duc de Clermont-Tonnerre et pair de France, ministre.
6. Gaspard Louis Aimé de Clermont-Tonnerre (1812-1889), fils du précédent, 6e duc de Clermont-Tonnerre et pair de France.
7. Gaspard Aimé Charles Roger de Clermont-Tonnerre (1842-1910), fils du précédent, 7e duc de Clermont-Tonnerre.
8. Aimé François Philibert de Clermont-Tonnerre (1871-1940), fils du précédent, 8e duc de Clermont-Tonnerre.
9. Marie Joseph Victor Fernand Aynard de Clermont-Tonnerre (1884-1967), cousin issu de germain du précédent, 9e duc de Clermont-Tonnerre.
10. Marie Joseph Charles Aimé Jean de Clermont-Tonnerre (1885-1970), frère du précédent, 10e duc de Clermont-Tonnerre.
11. Charles Henri Marie Gérard Gabriel de Clermont-Tonnerre (1934-1999), fils du précédent, 11e duc de Clermont-Tonnerre.
12. Aynard Jean Marie Antoine de Clermont-Tonnerre (1962-), fils du précédent, 12e duc de Clermont-Tonnerre.